# Diglossa sittoides
A Diglossa sittoides a madarak osztályának verébalakúak (Passeriformes) rendjébe és a tangarafélék (Thraupidae) családjába tartozó faj.

## Rendszerezése
A fajt Alcide d’Orbigny és Frédéric de Lafresnaye írták le 1838-ban, a Serrirostrum nembe Serrirostrum sittoides néven.

## Alfajai
- Diglossa sittoides coelestis Phelps & Phelps Jr, 1953
- Diglossa sittoides decorata J. T. Zimmer, 1930
- Diglossa sittoides dorbignyi (Boissonneau, 1840)
- Diglossa sittoides hyperythra Cabanis, 1850
- Diglossa sittoides mandeli Blake, 1940
- Diglossa sittoides sittoides (d'Orbigny & Lafresnaye, 1838)[2]

## Előfordulása
Az Andok hegységben, Argentína, Bolívia, Ecuador, Kolumbia, Peru és Venezuela területén honos. Természetes élőhelyei a szubtrópusi és trópusi hegyi erdők és magaslati cserjések, valamint másodlagos erdők, szántóföldek és vidéki kertek. Állandó, nem vonuló faj.

## Megjelenése
Testhossza 15 centiméter.
|  |

## Természetvédelmi helyzete
Az elterjedési területe nagyon nagy, egyedszáma pedig stabil. A Természetvédelmi Világszövetség Vörös listáján nem fenyegetett fajként szerepel.